# Loxogramme
Loxogramme, rod pravih paprati (papratnice) iz porodice Polypodiaceae, dio reda Polypodiales. Postoji 35 priznatih vrsta raširenih po tropskom i suptropskom Starom svijetu (Jugoistočna Azija i Afrika) i Srednoj Americi, od južnog Meksika do Paname

## Vrste
1. Loxogramme abyssinica (Baker) M.G.Price
2. Loxogramme acroscopa (Christ) C.Chr.
3. Loxogramme antrophyoides (Baker) C.Chr.
4. Loxogramme avenia (Blume) C.Presl
5. Loxogramme boninensis Nakai
6. Loxogramme buettneri (Kuhn) C.Chr.
7. Loxogramme carinata M.G.Price
8. Loxogramme centicola M.G.Price
9. Loxogramme chinensis Ching
10. Loxogramme conferta Copel.
11. Loxogramme cuspidata (Zenker) M.G.Price
12. Loxogramme dictyopteris (Mett.) Copel.
13. Loxogramme dimorpha Copel.
14. Loxogramme ensifrons Alderw.
15. Loxogramme forbesii Copel.
16. Loxogramme formosana Nakai
17. Loxogramme grammitoides (Baker) C.Chr.
18. Loxogramme humblotii C.Chr.
19. Loxogramme involuta (D.Don) C.Presl
20. Loxogramme lanceolata (Sw.) C.Presl
21. Loxogramme latifolia Bonap.
22. Loxogramme mexicana C.Chr.
23. Loxogramme nidiformis C.Chr.
24. Loxogramme paltonioides Copel.
25. Loxogramme parallela Copel.
26. Loxogramme parksii Copel.
27. Loxogramme porcata M.G.Price
28. Loxogramme prominens Alderw.
29. Loxogramme remote-frondigera Hayata
30. Loxogramme salicifolia (Makino) Makino
31. Loxogramme scolopendrioides (Gaudich.) C.V.Morton
32. Loxogramme subecostata (Hook.) C.Chr.
33. Loxogramme subselliguea (Baker) Alston
34. Loxogramme vittariiformis (Rosenst.) C.Chr.
35. Loxogramme wallichiana (Hook.) M.G.Price

## Sinonimi
- Anarthropteris Copel.

## Vanjske poveznice
|  | Zajednički poslužitelj ima još gradiva o temi Loxogramme |
|  | Wikivrste imaju podatke o taksonu Loxogramme             |